# کروم تری‌اکسید

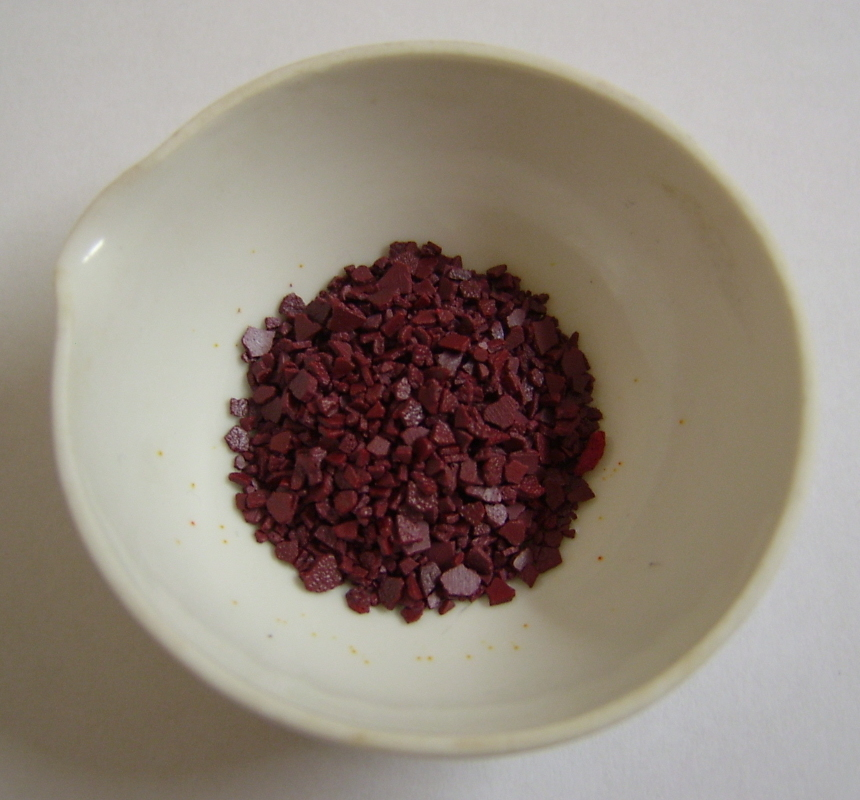
کروم(VI) اکسید CrO3

تری‌اکسید کروم (به انگلیسی: Chromium trioxide) یک ترکیب شیمیایی با شناسه پاب‌کم ۱۴۹۱۵ است. شکل ظاهری این ترکیب، قرمز تیره است.